# Dwór w Wziąchowie Wielkim
Dwór w Wziąchowie Wielkim – dwór wybudowany w XIX w. we Wziąchowie Wielkim.

## Położenie
Dwór położony jest we wsi w Polsce, w województwie dolnośląskim, w powiecie milickim, w gminie Milicz.

## Opis
Obiekt jest częścią zespołu dworskiego, w skład którego wchodzą jeszcze: park i folwark.